# Joseph Duboys-Fresney
Pour les articles homonymes, voir Duboys-Fresney.
Joseph Duboys-Fresney est un homme politique français né le 23 janvier 1812 à Saint-Servan (Ille-et-Vilaine) et mort le 22 novembre 1872 à Paris.

## Biographie
Frère d’Étienne Duboys Fresney, il est reçu à l'école Polytechnique en 1832, mais ne peut l'intégrer, car il est compromis dans l'affaire des poudres en 1833. Il est par la suite élève de l’école des Mines de Saint-Étienne en 1834.
Après la révolution de 1848, il est choisi par les républicains de la Mayenne comme candidat à l’assemblée constituante. Il est élu aux Élections législatives de 1848, député de la Mayenne de 1848 à 1849, siégeant avec les républicains modérés. 
Il vote avec le parti démocratique de la tendance du « National ». Après l'Élection présidentielle française de 1848, il vote la mise en accusation la mise en accusation du président Louis-Napoléon Bonaparte et de ses ministres. Il échoue et n'est pas réélu à l’assemblée législative lors des Élections législatives de 1849. 
Il se retire alors de la vie politique. À sa mort, il légue ses biens à son neveu Étienne Albert Duboys Fresney et sa sœur Ernestine.

## Sources
- « Joseph Duboys-Fresney », dans Adolphe Robert et Gaston Cougny, Dictionnaire des parlementaires français, Edgar Bourloton, 1889-1891 [détail de l’édition]
- « Joseph Duboys-Fresney », dans Alphonse-Victor Angot et Ferdinand Gaugain, Dictionnaire historique, topographique et biographique de la Mayenne, Laval, A. Goupil, 1900-1910 [détail des éditions] (BNF 34106789, présentation en ligne), t. II